# HMS Sahib (P212)
Le HMS Sahib (numéro de coque P212) est un sous-marin de la troisième série d'unités de la classe S, construit pour la Royal Navy pendant la Seconde Guerre mondiale par Cammell Laird Shipyard à Birkenhead en Angleterre.

## Conception et description

Schéma d'un sous-marin de classe S

Les sous-marins de la classe S ont été conçus pour patrouiller dans les eaux resserrées de la mer du Nord et de la mer Méditerranée. Les sous-marins de la troisième série de cette classe étaient légèrement plus grands et améliorés par rapport à la série précédente. Ces sous-marins avaient une longueur hors tout de 66,1 mètres, une largeur de 7,2 m et un tirant d'eau de 4,5 m. Leur déplacement était de 856 tonnes en surface et 1 006 tonnes en immersion. Les sous-marins de la classe S avaient un équipage de 48 officiers et matelots. Ils pouvaient plonger jusqu'à la profondeur de 90 m.
Pour la navigation en surface, ces navires étaient propulsés par deux moteurs Diesel de 950 ch (708 kW), chacun entraînant un arbre et une hélice distincte. En immersion, les hélices étaient entraînées par un moteur électrique de 650 ch (485 kW). Ils pouvaient atteindre 15 nœuds (28 km/h) en surface et 10 nœuds (19 km/h) en plongée. Les sous-marins de la troisième série avaient une autonomie en surface de 6 000 milles marins (11 000 km) à 10 nœuds (19 km/h), et en plongée de 120 milles (220 km) à 3 nœuds (5,6 km/h).
Ces navires étaient armés de sept tubes lance-torpilles de 21 pouces (533 mm). Une demi-douzaine de ces tubes étaient à l'avant, et il y avait un tube externe à l'arrière. Ils transportaient six torpilles de rechange pour les tubes d'étrave, et un total de treize torpilles. Douze mines pouvaient être transportées à la place des torpilles stockées à l’intérieur. Ils étaient également armés d'un canon de pont de 3 pouces (76 mm). Les navires du troisième groupe de la classe S étaient équipés d’un système ASDIC de type 129AR ou 138 et d'un radar d'alerte précoce de type 291 ou 291 W.

## Construction et carrière
Commandé le 23 janvier 1940 dans le cadre du programme de construction de 1939, le HMS Sahib est mis sur cale aux chantiers navals Cammell Laird Shipyard à Birkenhead en Angleterre le 5 juillet 1940, lancé le 20 septembre 1941. Le 10 mai 1942, le Sahib, sous le commandement du lieutenant J.H. Bromage, quitte les chantiers navals pour se rendre à Holy Loch, où il est mis en service dans la Royal Navy trois jours plus tard le 13 mai 1942. Sahib est un terme utilisé dans l'Inde britannique coloniale pour désigner les Européens ayant un statut social officiel.
Entre le 11 mai et le 24 juin 1942, le Sahib suit une période d'entraînement, puis part pour sa première patrouille de guerre. Il reçoit l'ordre d'opérer au large du nord de la Norvège et de protéger les convois arctiques PQ 17 et QP 13 à destination et en provenance des ports du nord de la Russie. Le 11 juillet, le Sahib tire six torpilles sur le sous-marin allemand U-658, qu'il manque, puis  termine sa patrouille à Lerwick le lendemain.
Le 3 août, le Sahib, accompagné du sous-marin de Classe T HMS Talisman, appareille pour Gibraltar. Après six jours en mer, il aperçoit le sous-marin allemand U-84 et lance cinq torpilles sur lui ; elles le manquent cependant. Le Sahib fait surface et engage le sous-marin avec le canon de pont de 3 pouces depuis une portée de 4 600 m. Le capitaine du U-84 décide de ne pas s'engager dans un duel d'artillerie avec le sous-marin britannique et plonge avant que le Sahib ne puisse tirer plus de trois obus. Le Sahib arrive à Gibraltar le 14 août.

### Gibraltar
Après avoir effectué des exercices au large de Gibraltar avec le HMS HMS Lightning, le Sahib effectue une courte patrouille dans la mer d'Alboran du 27 août au 1er septembre 1942. Le Sahib quitte le port le 6 septembre pour mener sa troisième patrouille de guerre, au large de la côte ouest de la Sardaigne. Le 12 septembre, il aperçoit le navire italien Ida S et l'attaque avec son canon de pont après avoir fait surface. L'équipage du navire abandonne alors son navire, laissant les voiles et les moteurs en marche ; des membres d'équipage du Sahib montent à bord et coulent le navire avec des charges de démolition. Deux jours plus tard, le Sahib tire une torpille dans le port italien de Buggerru, en Sardaigne. La torpille touche le brise-lames du port, tuant deux personnes et en blessant plusieurs autres. Le 16 septembre, le Sahib attaque un navire de pêche italien avec son canon de pont et prétend l'avoir coulé ; selon des sources italiennes, il a été fortement endommagé mais est rentré au port avec deux morts. Le Sahib rentre à Gibraltar le 21 septembre.

### Malte
Entre le 2 et le 9 octobre, le Sahib transite vers Malte, où il rejoint la 10e flottille de sous-marins. Le 16 octobre, il commence une autre patrouille de guerre, cette fois à l'ouest de la Grèce. Il est attaqué par des avions ennemis alors qu'il se rend dans sa zone de patrouille, mais ne subit aucun dommage. Le 22 octobre, le Sahib lance quatre torpilles sur le cargo lourd Calino, mais le manque. Il est ensuite attaqué avec des grenades sous-marines par le destroyer italien Antonio Mosto, de la classe Rosolino Pilo, mais s'en sort indemne. Le Sahib termine sa patrouille à Malte le 26 octobre.
Le 3 novembre 1942, le Sahib, avec ses navires-jumeaux (sister-ships) Safari et Saracen, quitte Malte pour une patrouille au large de l'Afrique du Nord afin de protéger les débarquements alliés en Afrique du Nord. En route vers la zone de patrouille, le Sahib est attaqué sans succès par des chasseurs-bombardiers allemands Messerschmitt Bf 109. Dans la soirée du 14 novembre 1942, le Sahib aperçoit le transport italien SS Scillin au large de la Libye, qui transportait des prisonniers de guerre alliés. Le Sahib tire d'abord deux obus sur le cargo, puis lance une seule torpille, qui touche la cale du Scillin et le coule rapidement. Les prisonniers dans la cale avaient peu de chances de survie. Le Sahib a sauvé 27 prisonniers de guerre (26 Britanniques et un sud-africain), le capitaine de Scillin et 34 membres d'équipage et soldats italiens. Le Sahib est ensuite forcé de partir après avoir détecté des échos de sonar et avoir vu un navire non identifié s'approcher. Sur environ 944 hommes à bord de Scillin, 787 n'ont pas été secourus et se sont noyés. Une autre source indique que 806 prisonniers de guerre ont été tués, ainsi que 79 Italiens. Une plaque commémorative au Mémorial national d'Arboretum a été dédiée aux plus de 2 000 prisonniers de guerre britanniques morts en mer pendant la Seconde Guerre mondiale, dont 787 à bord du Scillin. Le Sahib débarque les survivants à Malte le lendemain, puis patrouille dans le golfe de Syrte jusqu'au 25 novembre.
Le Sahib quitte Malte le 7 décembre pour patrouiller au large de Naples, en Italie ; ses ordres sont modifiés cinq jours plus tard pour qu'il patrouille plutôt dans le golfe de Tunis. Le 14 décembre, au nord-ouest du Cap Bon, en Tunisie, le Sahib aperçoit les navires marchands italiens Honestas et Castelverde, escortés par deux torpilleurs italiens et plusieurs avions. Le Honestas transporte 1 000 tonnes de munitions et 50 véhicules ; le Sahib tire cinq torpilles sur lui. Après avoir échappé à l'escorte des navires marchands, le Sahib retourne à la profondeur du périscope et repère l'autre navire marchand, mais il est coulé par un autre sous-marin de la Royal Navy, le HMS Unruffled, avant que le Sahib ne puisse l'attaquer. Le 20 décembre, le Sahib attaque et endommage le navire de commerce côtier italien Ist no.23 avec des tirs d'artillerie et des torpilles ; les torpilles passent cependant sous le navire et n'explosent pas. Le Ist n°23 est ensuite remorqué jusqu'au port. Le 25 décembre, le Sahib termine sa patrouille à Alger, rejoignant la 8e flottille de sous-marins.

### Alger

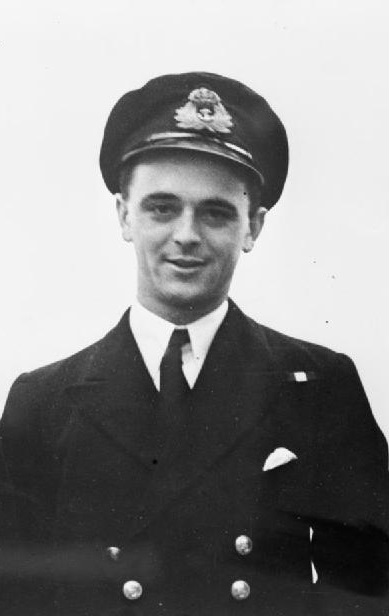
Le lieutenant Ian Edward Fraser, qui a reçu la Croix du service distingué pour son action lors du naufrage du U-301

Le 10 janvier 1943, le Sahib quitte Alger pour effectuer une autre patrouille, sa septième depuis sa mise en service; il doit patrouiller le golfe de Gênes. Après avoir patrouillé pendant quatre jours, le Sahib torpille et coule le navire marchand allemand Oued Tiflet au sud-ouest de Savone, en Italie. Au petit matin du 20 janvier, le Sahib bombarde un hangar d'hydravions italien avec son canon de pont à Finale Ligure, en Italie, mais il est forcé de plonger lorsque les batteries côtières ouvrent le feu sur lui. Le lendemain, le Sahib torpille et coule le sous-marin (U-Boot) allemand U-301 à l'ouest de Bonifacio, en Corse, à la position géographique de 41° 27′ N, 7° 04′ E. Selon le journal de bord du Sahib, le U-boot est repéré pour la première fois en surface tôt ce matin-là, à une distance de 7,2 km. Le Sahib se rapproche à 4,2 km et se met en position plus favorable avant de tirer une salve complète de six torpilles à cinq secondes d'intervalle. Trois minutes plus tard, on entend trois explosions, on voit un grand nuage de fumée et on constate que les transmissions radio s'arrêtent. Le Sahib se referme et récupère le seul survivant de l'équipage de 46 personnes, le Fähnrich zur See Wilhelm Rahn, 19 ans. Le lieutenant Ian Edward Fraser reçoit ensuite la Croix du service distingué (Distinguished Service Cross ou DSC) pour ses actions à bord du Sahib lors du naufrage du U-301. Le Sahib continue à patrouiller jusqu'au 25 janvier, date à laquelle il retourne à Alger.
La prochaine patrouille du Sahib commence le 5 février, avec l'ordre d'opérer au large des îles Éoliennes, dans la mer Tyrrhénienne. il attaque et endommage par des tirs les navires italiens Francesco Padre et Santa Teresa no.233 au large de Capo d'Orlando, en Sicile, le 18 février, puis termine sa patrouille à Malte le 21. Il retourne ensuite à Alger avec des provisions le 13 mars.
Le 18 mars 1943, le Sahib commençae une autre patrouille, au nord de la Sicile. Six jours plus tard, il torpille et coule le marchand italien Tosca à l'ouest du Capo Calavà, en Sicile. Le 27 mars, le Sahib se rapproche de la ville côtière de Milazzo, et tire trois torpilles dans son port. Le vieux navire marchand Sidamo est touché à deux reprises et coule avec sa cargaison de sel; un autre navire est également légèrement endommagé. Le Sahib attaque ensuite cinq voiliers avec son canon de pont le 30 mars; il coule le Santa Maria Del Salvazione et le San Vincenzo et en a endommagé deux autres. Le Sahib rentre ensuite à Alger le 4 avril.

### Dernière patrouille et naufrage
Le Sahib quitte Alger le 16 avril, de nouveau pour patrouiller au nord de la Sicile; ce devait être sa dernière patrouille. Le 23 avril à midi, le Sahib coule le remorqueur italien Valente sous les tirs au sud du Capo Vaticano. Le 24 avril 1943, le Sahib aperçoit le navire marchand italien Galiola à 3,2 km au large de Capo di Milazzo, en Sicile. Le Galiola se rend de Reggio à Bizerte et transporte 1 737 tonnes de marchandises, principalement du charbon. Le Galiola est escorté par le torpilleur Climene de classe Spica, le destroyer Angelo Bassini de classe La Masa, les corvettes Gabbiano et Euterpe de classe Gabbiano, ainsi que deux avions. Le Sahib décide d'attaquer, et lance quatre torpilles sur le navire marchand. Un coup est porté, et le Galiola coule en moins de cinq minutes. Un avion de patrouille remarque alors que le Sahib était sur le point de briser la surface, et a largué une bombe sur le sous-marin, mais le manque. Quelques secondes plus tard, le Climene trouve le Sahib sur son sonar. Le Gabbiano évite de justesse les torpilles, puis attaqué le Sahib sous l'eau avec 21 grenades sous-marines. Le Sahib tente de s'échapper en plongeant à plus de 82,3 m de profondeur, mais des grenades sous-marines supplémentaires provenant du Euterpe ouvrent une brèche dans la coque pressurisée du sous-marin et force le Sahib à faire surface au bout de 11 minutes; le Sahib est attaqué par les canons de surface des destroyers et des torpilleurs, ainsi que par les mitrailleuses de l'avion. Alors que les navires italiens approchent, l'équipage du Sahib évacue et le sous-marin est sabordé pour empêcher sa capture par les forces italiennes. 47 hommes sont récupérés par les Italiens ; un seul membre d'équipage meurt.
Beaucoup d'anciens membres de l'équipage du Sahib se sont échappés des camps de prisonniers en septembre 1943 et se sont cachés dans les collines de la campagne jusqu'à la libération de l'Italie par les Alliés.

## Palmarès
Au cours de son service dans la Royal Navy, Sahib a coulé dix navires de l'Axe pour un total de 12 383 tjb ainsi qu'un sous-marin allemand[6].
| Date              | Nom du navire              | Tonnage | Nationalité      | Destin et position                                                      |
| ----------------- | -------------------------- | ------- | ---------------- | ----------------------------------------------------------------------- |
| 12 septembre 1942 | Ida S                      | 24      | Royaume d'Italie | Coulé au canon et avec des charges de démolition au 40° 14′ N, 8° 27′ E |
| 14 novembre 1942  | SS Scillin                 | 1 579   | Royaume d'Italie | Torpillé et coulé au 35° 14′ N, 11° 18′ E                               |
| 14 décembre 1942  | Honestas                   | 4 960   | Royaume d'Italie | Torpillé et coulé au 37° 29′ N, 10° 46′ E                               |
| 14 janvier 1943   | Oued Tiflet                | 1 194   | Allemagne nazie  | Torpillé et coulé au 44° 08′ N, 8° 18′ E                                |
| 21 janvier 1943   | U-301                      | -       | Allemagne nazie  | Torpillé et coulé au 41° 27′ N, 7° 04′ E                                |
| 24 mars 1943      | Tosca                      | 474     | Royaume d'Italie | Torpillé et coulé au 38° 11′ N, 14° 54′ E                               |
| 27 mars 1943      | Sidamo                     | 2 384   | Royaume d'Italie | Torpillé et coulé au 38° 13′ N, 15° 14′ E                               |
| 30 mars 1943      | Santa Maria Del Salvazione | 25      | Royaume d'Italie | Coulé au canon au 38° 22′ N, 15° 25′ E                                  |
| 30 mars 1943      | San Vincenzo               | 29      | Royaume d'Italie | Coulé au canon au 38° 22′ N, 15° 25′ E                                  |
| 23 avril 1943     | Valente                    | 286     | Royaume d'Italie | Coulé au canon à trois miles au sud du Cap Vaticano, Italie             |
| 24 avril 1943     | Galiola                    | 1 428   | Royaume d'Italie | Torpillé et coulé au 38° 20,5′ N, 15° 11,9′ E                           |

## Commandants
- Lieutenant (Lt.) John Henry Bromage (RN) de mars 1942 au 24 avril 1943.

Notes: RN = Royal Navy